# Vâlcelele (Buzău)
Pour les articles homonymes, voir Vâlcelele.
Vâlcelele est une commune du județ de Buzău en Roumanie.